# RTM M 17
Die RTM (Rotterdamsche Tramweg Maatschappij) erstellte 1961–1963 den dieselelektrischen Triebzug M 17 für ihren Überlandstraßenbahnbetrieb aus den beiden 1954 gebauten elektrischen Straßenbahn-Großraumtriebwagen der DB-Baureihe ET 195 und einem Generatorwagen mit neuer Karosserie auf Basis eines alten Verbrennungstriebwagens. Alle drei Fahrzeuge wurden dabei grundlegend umgestaltet. Die beiden Triebwagen mussten unter anderem von Meterspur auf Kapspur (1067 mm) umgespurt werden.
Nochmals umgespurt, aber antriebstechnisch unverändert, fuhr der Zug schließlich fast 30 Jahre lang als VT1 bei der Zillertalbahn (ZB) in Österreich. Mittlerweile wieder auf Kapspur zurückgebaut, wird er heute auf der Museumsbahn der Stichting voorheen RTM (Stiftung ehemalige RTM) bei Rotterdam eingesetzt, die eine große Zahl ehemaliger RTM-Fahrzeuge aufbewahrt.

## Triebwagen
Im Jahr 1954 beschaffte die Deutsche Bundesbahn (DB) für die bundeseigene Straßenbahn Ravensburg–Weingarten–Baienfurt bei Duewag zwei Duewag-Großraumwagen mit elektrischer Ausrüstung von Kiepe. Die beiden Wagen mit den Fabriknummern 26887 und 26888 wurden am 9. April 1954 in Betrieb genommen und kamen mitunter auch gemeinsam in Doppeltraktion zum Einsatz.
Nach dem 1961 erfolgten endgültigen Beschluss zur Einstellung der Straßenbahn nach Baienfurt kamen sie noch im gleichen Jahr zur RTM, die sie auf Kapspur umspurte und einige Umbauten vornahm. So wurden die Doppeltüren zu Einzeltüren umgebaut und die auf diese Weise gewonnenen Türflügel auf der bis dahin türlosen Seite der Fahrzeuge eingebaut. Außerdem wurde jeweils ein Führerstand entfernt und der Stromabnehmer demontiert. An den Zugenden wurden die Scharfenbergkupplungen durch Mittelpuffer mit darunterliegenden Schraubenkupplungen ersetzt.

## Generatorwagen

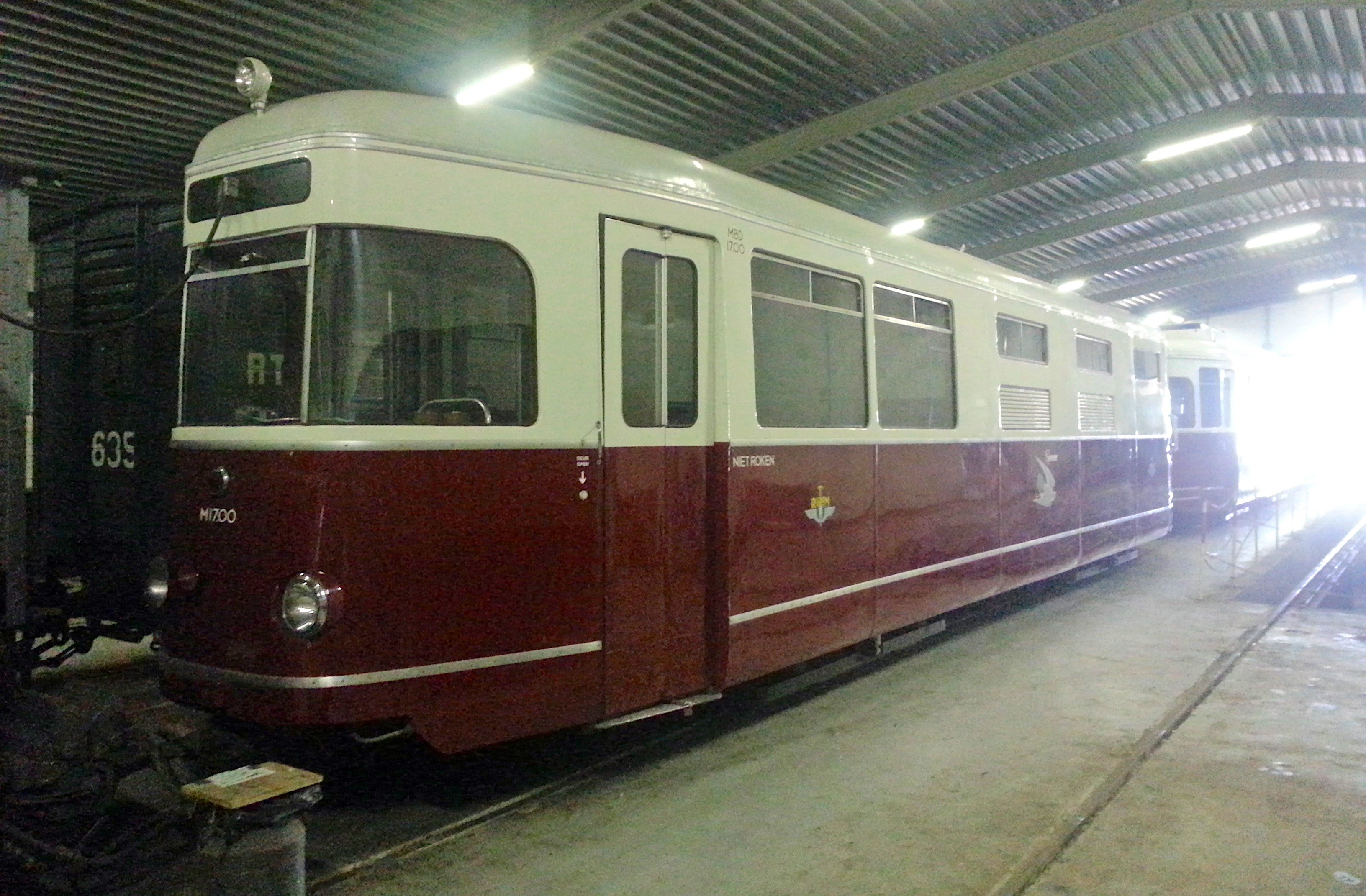
Detailansicht des Generatorwagens

Da in den Triebwagen nicht genug Platz für einen Generator war, wurde zusätzlich ein Generatorwagen gebraucht. Dieser wurde 1963 bei der N.V. Carrosseriefabriek Hoogeveen aus dem 1914 gebauten Dieseltriebwagen D II der Maas-Lokalbahn (Nijmegen – Gennep – Venlo), bei der RTM als M 66 eingereiht, erstellt. Dessen Untergestell war allerdings in so schlechtem Zustand, dass außer der vorgesehenen und den Duewag-Wagen angeglichenen neuen Stahlkarosserie auch ein neues Untergestell benötigt wurde. Die Drehgestelle stammten von einem alten Personenwagen. Der Wagen verfügte über einen Dieselmotor mit einer Leistung von 130 kW. Er ist so lang wie die Triebwagen und umfasst an den Enden die aus den Triebwagen ausgebauten zweiten Führerstände, in der Mitte den Maschinenraum, dazwischen im einen Teil ein Gepäckabteil und im anderen einen kleinen Fahrgastraum mit 13 Sitzplätzen, der bei der Zillertalbahn zum Fahrradabteil wurde und heute als Restaurant dient.

## Einsatz
Der Zug kann wahlweise als Dreiwagenzug mit dem Generatorwagen als Mittelwagen oder als Zweiwagenzug mit dem Generatorwagen als Steuerwagen eingesetzt werden. Der gesamte Zug erhielt einheitlich die Lackierung in den üblichen Farben der RTM, rot und creme. Da der Generator nur eine Spannung von 700 Volt erzeugte, gegenüber 750 Volt aus der Oberleitung der Ravensburger Bahn, leisteten die Motoren nur noch 92 kW statt 110 kW.
Das Gespann wurde bei der RTM mit den Betriebsnummern M 17.01 (ehemals ET 195 01), M 17.00 (Generatorwagen) und M 17.02 (ehemals ET 195 02) bezeichnet und erhielt den Spitznamen Sperwer, niederländisch für Sperber.
Nach viereinhalb Jahren Umbauzeit kamen die Wagen ab dem 2. Dezember 1963 wieder im planmäßigen Fahrgastbetrieb zum Einsatz. Das RTM-Netz wurde jedoch schon bald darauf stillgelegt, letzter Betriebstag war der 14. Februar 1966.

## Verkauf an die Zillertalbahn

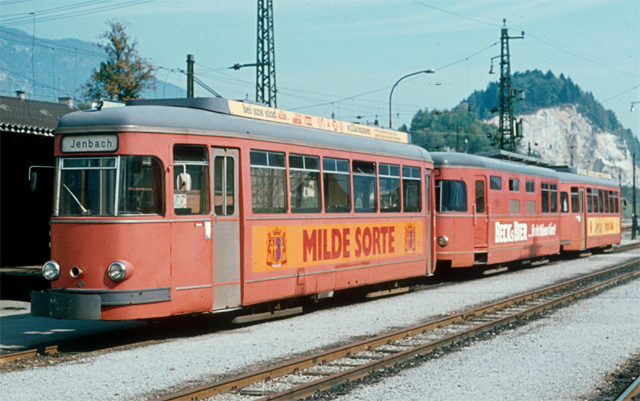
Triebzug VT1 der Zillertalbahn, 1980

1967 wurde der Zug – nur vier Jahre nach den aufwändigen Umbauten – an die österreichische Zillertalbahn verkauft, die Verladung in Rotterdam erfolgte am 26. Juni 1967. Diese spurte ihn erneut um, diesmal auf die sogenannte Bosnische Spurweite von 760 Millimetern. Die Zillertalbahn setzte das Gespann unter der Bezeichnung VT1 von Februar 1970 bis 1997 im regulären Zugbetrieb ein, danach nur noch als Reservezug.
1971 wurden die alten Drehgestelle des Generatorwagens durch gebrauchte und umgespurte aus dem Bestand der Kölner Verkehrsbetriebe ersetzt. In den langen Betriebsjahren wurden auch die noch aus der DB-Zeit stammenden Fahrmotoren gegen gebrauchte von der Wiener Straßenbahn getauscht, die zunächst 95 kW leisteten, später, nach Erhöhung der Betriebsspannung auf schließlich 750 Volt, 115 kW. Schon in der ersten Hälfte der 1970er Jahre bekam der Zug eine neue Lackierung, in ganzer Höhe orangefarben. 1980 war der Lack wieder zweifarbig. Bei einer Grundrenovierung im Winter 1986/1987 wurden die Wagen erneut umlackiert.

## Verkauf an die RTM-Museumsbahn
Nachdem die Zillertalbahn ihren Fahrzeugpark modernisierte und den Zug fortan nicht mehr benötigte, wurde das Gespann 1999 ausgemustert und kam am 8. Oktober 1999 wieder in die Niederlande. Dort befindet es sich seither bei der Museumsbahn Stichting voorheen RTM, deutsch Stiftung ehemalige RTM, in Ouddorp. 2002 wurde der Zug mit Unterstützung der Werkstatt der Essener Verkehrs-AG ausgebessert und in den Zustand von 1959 zurückversetzt, er wird seit Oktober 2003 auf der circa acht Kilometer langen Museumsstrecke zwischen Ouddorp, Port Zelande und Middelplaat-Haven eingesetzt. Seine heutige Nummerierung lautet EB 1701 – MBD 1700 – EB 1702.